# Csuvik Oszkár
Csuvik Oszkár, Oscar Charles (Budapest, 1925. március 28. – Sydney, 2008. október 23.) olimpiai ezüstérmes (1948) magyar vízilabdázó, úszó, edző.

## Gimnáziumi tanulmányai
Az Árpád Gimnáziumban 1935-től 1943-ig tanult. jó eredménnyel érettségizett.  1943-ban az iskola házi úszóversenyén 100 méteres mellúszásban intézeti bajnok lett 1:36,5-tel.
1940-től a Magyar Atlétikai Clubban sportolt.

## Pályafutása

### Játékosként

#### Magyarországon
1940-től a Magyar AC (Magyar Atlétikai Club), 1945-től a Budapesti Vasas, majd 1946-tól az MTK (Magyar Testgyakorlók Köre) úszója és vízilabdázója volt. Mindkét sportágban szerepelt a magyar válogatottban és ért el eredményeket. 1947. évi párizsi főiskolai világbajnokságon vízilabdázásban aranyérmet, 100 méter gyorsúszásban bronzérmet nyert. 1948. évi nyári olimpián, Londonban tagja volt az ezüstérmes magyar vízilabda-válogatottnak.

#### Külföldön
1949-től Oscar Charles néven Angliában élt és a London Kingsbury Club vízilabdacsapatával angol bajnok lett. 1951-től Ausztráliában a Sydney University New South Wales vízilabdázója volt. Csapatával háromszor nyert ausztrál bajnoki címet. Az ausztrál vízilabda-válogatott tagjaként részt vett az 1952. évi nyári olimpiai játékokon.

### Edzőként
1953-ban történt visszavonulása után Ausztráliában vízilabda-edzőként tevékenykedett. Irányítása alatt a Sydney University New South Wales nyolcszor nyert ausztrál bajnoki címet. Az 1968. évi nyári olimpiai játékokon az ausztrál válogatott edzőjeként vett részt.

## Eredményei
- vízilabdában:
  - olimpiai 2. helyezett (1948)
  - főiskolai világbajnok (1947)
  - magyar bajnok (1943)
  - Magyar kupa-győztes (1946)
  - angol bajnok (1949)
  - háromszoros ausztrál bajnok (1951–1953)
- úszásban
  - főiskolai világbajnoki 3. helyezett (1947: 100 m gyors)
  - négyszeres magyar bajnok (4 × 100 m gyors: 1942, 1944 ; 4 × 200 m gyors: 1942, 1944)

## Díjai, elismerései
- Magyar Köztársasági Érdemérem ezüst fokozat (1947)[10]